# Blockbuster (película de 2013)
Blockbuster es una película española de comedia dramática de 2013, dirigida por Tirso Calero y protagonizada en los papeles principales por Manuel Zarzo y Adam Jezierski.
La película (rodada en blanco y negro) en su mayor parte, fue estrenada en el Festival de Cine de Gijón, donde compitió en Sección oficial de largometrajes.
Por su papel de Paco en la película, el veterano actor Manuel Zarzo fue premiado con la Tesela de Plata al mejor actor en el Festival de Cine de Alicante. Asimismo la cinta ganó en dicho festival el premio al mejor guion.

## Sinopsis
Un actor veterano contempla el fin de sus días de gloria. Fue un gran intérprete de cine, televisión y teatro, pero ya apenas trabaja. Ahora solo quedan los homenajes en festivales de medio pelo. Unos galardones que, además, parecen presagiar la inminencia de la muerte. Sin embargo, en este negro panorama, surge una luz en forma de joven director que pretende sacar adelante un proyecto de ciencia ficción. A través de su amistad con el realizador volverá a recuperar la ilusión.

## Reparto
- Manuel Zarzo como Paco Menéndez.
- Adam Jezierski como Miguel.
- Xúlio Abonjo como Fú.
- María José Alfonso como María Luisa.
- Fernando Esteso como Esteso.
- Albert Forner como	Rabindanath.
- Ferran Gadea como	Palomo.
- Jesús Guzmán com Fermín.
- Mirta Miller como	Perla.
- Santiago Romay como Tony.
- Beatriz Serén como	Fani.
- Luis Varela como Jumilla.
- Luis Zahera